# Promozione 1951-1952 (Lega Interregionale Sud)
La Lega Interregionale Sud fu l'ente della F.I.G.C. che gestì il campionato di Promozione nella stagione sportiva 1951-1952. La manifestazione fu organizzata dalla Lega Interregionale Sud avente sede a Napoli. Nella giurisdizione della Lega ricadevano le società aventi sede nell'Italia meridionale.
Il campionato giunse alla sua ultima edizione: dalla stagione successiva sarebbe stato sostituito dal nuovo torneo di IV Serie gestito da un'unica lega nazionale, mentre la gran massa delle escluse sarebbe tornata nelle leghe regionali che avrebbero organizzato un nuovo campionato di qualità che avrebbe ereditato il nome di Promozione. Proprio in vista del nuovo inquadramento, la Lega Interregionale Sud configurò i suoi gironi in maniera da rispettare i confini regionali, inserendo le campane e le calabresi nel gruppo A, le pugliesi e le lucane nel B, e le siciliane nel C, di tal guisa che nel Meridione fu vista una certa continuità tra la vecchia e la nuova Promozione, e la IV Serie sembrò di contro un nuovo campionato che, nei decenni, sarebbe evoluto nell'attuale Serie D.
Concretamente, al Sud vennero assegnati dieci posti per la IV Serie: fino all'ultimo, infatti, valse la clausola derogatoria introdotta nel 1948 che aveva omaggiato il Meridione di un girone supplementare a patto che non venisse conteggiato nella distribuzione delle promozioni. Essendo i tre gironi diseguali, quattro posti furono abbinati al gruppo più ampio, e tre ciascuno agli altri due. In più comunque, il presidente federale Ottorino Barassi, napoletano, compensò la situazione assegnando proprio al Sud quattro dei dieci posti residui a lui riservati dal regolamento.

## Girone M

### Aggiornamenti
- Il Gruppo Sportivo Juve Alfa Pomigliano è collassato finanziariamente ed è stato iscritto in Prima Divisione con una nuova società.

### Classifica finale
|  | Pos. | Squadra             | Pt | G  | V  | N  | P  | GF | GS |
|  | ---- | ------------------- | -- | -- | -- | -- | -- | -- | -- |
|  | 1.   | Cavese              | 55 | 34 | 24 | 7  | 3  | 91 | 31 |
|  | 2.   | Nocerina            | 49 | 34 | 21 | 7  | 6  | 70 | 31 |
|  | 3.   | Puteolana           | 48 | 34 | 20 | 8  | 6  | 83 | 27 |
|  | 3.   | Avellino            | 48 | 34 | 21 | 6  | 7  | 79 | 28 |
|  | 5.   | Turris              | 46 | 34 | 19 | 8  | 7  | 69 | 39 |
|  | 6.   | Ilva Bagnolese      | 41 | 34 | 15 | 11 | 8  | 57 | 35 |
|  | 7.   | Vibonese            | 39 | 34 | 16 | 7  | 11 | 55 | 57 |
|  | 8.   | Paganese            | 38 | 34 | 17 | 4  | 13 | 71 | 52 |
|  | 9.   | CRAL Cirio          | 37 | 34 | 16 | 5  | 13 | 61 | 57 |
|  | 10.  | Giugliano           | 33 | 34 | 15 | 3  | 16 | 55 | 56 |
|  | 11.  | Paolana             | 31 | 34 | 12 | 7  | 15 | 43 | 53 |
|  | 12.  | Portici             | 29 | 34 | 11 | 7  | 16 | 51 | 53 |
|  | 12.  | Gladiator           | 29 | 34 | 10 | 9  | 15 | 62 | 74 |
|  | 14.  | Torrese (-1)        | 21 | 34 | 7  | 8  | 19 | 41 | 72 |
|  | 15.  | Angri               | 20 | 34 | 7  | 6  | 21 | 35 | 92 |
|  | 16.  | Acerrana            | 15 | 34 | 4  | 7  | 23 | 44 | 99 |
|  | 16.  | Vigor Nicastro (-3) | 15 | 34 | 7  | 4  | 23 | 25 | 86 |
|  | 18.  | Pompeiana (-2)      | 12 | 34 | 5  | 4  | 25 | 24 | 74 |

Legenda:
      Retrocesso nella nuova Promozione 1952-1953 regionale.
Note:
Due punti a vittoria, uno a pareggio, zero a sconfitta.
Le formazioni giunte dal primo al quinto posto sono ammesse nella nuova IV Serie 1952-1953.
Torrese, Pompeiana e Vigor Nicastro penalizzate con la sottrazione rispettivamente di 1, 2 e 3 punti in classifica.

## Girone N

### Aggiornamenti
- A.S. Grottaglie ed A.S. Putignano sono state radiate dalla FIGC per fallimento.

### Classifica finale
|  | Pos. | Squadra                | Pt | G  | V  | N | P  | GF | GS |
|  | ---- | ---------------------- | -- | -- | -- | - | -- | -- | -- |
|  | 1.   | Trani                  | 38 | 26 | 16 | 6 | 4  | 57 | 26 |
|  | 2.   | Manduria               | 34 | 26 | 14 | 6 | 6  | 53 | 30 |
|  | 3.   | Monticchio Potenza     | 33 | 26 | 13 | 7 | 6  | 50 | 26 |
|  | 4.   | Ostuni                 | 32 | 26 | 14 | 4 | 8  | 47 | 31 |
|  | 5.   | Incedit                | 31 | 26 | 12 | 7 | 7  | 42 | 19 |
|  | 6.   | Audace Cerignola       | 27 | 26 | 9  | 9 | 8  | 43 | 36 |
|  | 6.   | Pro Gioia              | 27 | 26 | 11 | 5 | 10 | 36 | 32 |
|  | 8.   | Barletta               | 26 | 26 | 11 | 4 | 11 | 38 | 34 |
|  | 8.   | Campobasso             | 26 | 26 | 9  | 8 | 9  | 46 | 47 |
|  | 8.   | Martina                | 26 | 26 | 10 | 6 | 10 | 38 | 42 |
|  | 11.  | Bisceglie              | 23 | 26 | 8  | 7 | 11 | 34 | 44 |
|  | 12.  | Bitonto                | 17 | 26 | 7  | 3 | 16 | 26 | 58 |
|  | 13.  | Corato                 | 15 | 26 | 5  | 5 | 16 | 22 | 44 |
|  | 14.  | Juventina Potenza (-1) | 8  | 26 | 3  | 3 | 20 | 19 | 82 |

Legenda:
      Retrocesso nella nuova Promozione 1952-1953 regionale.
Note:
Due punti a vittoria, uno a pareggio, zero a sconfitta.
Le formazioni giunte dal primo al quarto posto sono ammesse nella nuova IV Serie 1952-1953.
Il Campobasso e l'Ostuni sono poi stati riammessi in IV Serie a seguito di delibera federale.
La Juventina Potenza è stata penalizzata con la sottrazione di 1 punto in classifica.

## Girone O

### Classifica finale
|  | Pos. | Squadra               | Pt | G  | V  | N  | P  | GF | GS |
|  | ---- | --------------------- | -- | -- | -- | -- | -- | -- | -- |
|  | 1.   | Igea Virtus           | 37 | 28 | 17 | 3  | 8  | 53 | 28 |
|  | 2.   | Enna                  | 36 | 28 | 16 | 4  | 8  | 55 | 34 |
|  | 3.   | Acireale              | 35 | 28 | 15 | 5  | 8  | 51 | 27 |
|  | 4.   | Modica                | 34 | 28 | 12 | 10 | 6  | 45 | 32 |
|  | 5.   | SS Gela               | 33 | 28 | 13 | 7  | 8  | 41 | 27 |
|  | 5.   | Sciacca               | 33 | 28 | 14 | 5  | 9  | 27 | 21 |
|  | 7.   | Notinese              | 32 | 28 | 11 | 10 | 7  | 37 | 28 |
|  | 8.   | Milazzo               | 30 | 28 | 11 | 8  | 9  | 38 | 28 |
|  | 9.   | Augusta               | 28 | 28 | 10 | 8  | 10 | 26 | 30 |
|  | 10.  | Mazara                | 26 | 28 | 9  | 8  | 11 | 35 | 34 |
|  | 11.  | Drepanum              | 25 | 28 | 10 | 5  | 13 | 33 | 37 |
|  | 12.  | Agrigento             | 24 | 28 | 8  | 8  | 12 | 31 | 43 |
|  | 13.  | Folgore Castelvetrano | 23 | 28 | 8  | 7  | 13 | 30 | 37 |
|  | 14.  | Riposto               | 21 | 28 | 7  | 7  | 14 | 28 | 41 |
|  | 15.  | Canicattì             | 3  | 28 | 0  | 3  | 25 | 6  | 86 |

Legenda:
      Retrocesso nella nuova Promozione 1952-1953 regionale.
Note:
Due punti a vittoria, uno a pareggio, zero a sconfitta.
Le squadre giunte dal primo al terzo posto sono state ammesse alla IV Serie 1952-1953.
Il Drepanum è stato poi riammesso in IV Serie a seguito di delibera federale.